# Yukikaze
Le Yukikaze (« Vent de neige » en japonais) était un destroyer de Classe Kagerō de la marine impériale japonaise pendant la Seconde Guerre mondiale. Ces destroyers ont été construits entre 1920 et 1940 pour surclasser tous les destroyers existants.

## Historique
Il fut le seul bâtiment de cette classe à survivre à la guerre. En effet, le taux de perte des destroyers était très élevé en raison de la nécessité pour les japonais de les utiliser pour transporter les renforts dans des îles menacées.
Au début de la guerre, il a pris part à l'invasion des Philippines et des Indes Néerlandaises. Il a participé aux batailles de Midway, des iles Santa Cruz, du golfe de Leyte, de la mer des Philippines.
Il a aussi pris part au renforcement de Guadalcanal, ainsi qu'aux batailles navales aux environs de l'île et à son évacuation durant l'opération Ke.
Il a également survécu à l'Opération Ten-Gō c'est-à-dire l'attaque suicide infructueuse de plusieurs gros bâtiments contre les troupes américaines débarquées à Okinawa et au cours de laquelle le plus grand cuirassé du monde, le Yamato fut coulé.
Entre ces batailles importantes, il a escorté des navires et ravitaillé des bases.
Mais il a passé les derniers mois de la guerre dans un port.
À la suite de sa participation et de sa survie à certaines des batailles les plus dangereuses, le Yukikaze était très populaire au Japon où il était surnommé « l'insubmersible » ou « le bateau miracle ».
Après la guerre, il a été utilisé pour rapatrier des soldats japonais. Le Yukikaze et le Hibiki furent les seuls destroyers à survivre sur les 82 construits avant la guerre.

## Officiers commandant
- Shoichi Taguchi : 1/8/1939 - 15/11/1940
- Kiichiro Wakida : 15/11/1940 - 20/7/1941
- Kenjiro Tobita : 20/7/1941 - 23/6/1942
- Ryokichi Sugama : 23/6/1942 - 10/12/1943
- Masamichi Terauchi : 10/12/1943 - 10/5/1945
- Keiji Koeu : 10/5/1945 - 15/8/1945

## Le ROCS (Republic Of China Ship)Tang Yan
Le 6 juillet 1947, le Yukikaze fut transféré à la République de Chine en tant que réparation de guerre et il fut renommé Tang Yan.
Il fut finalement démoli en 1970, après que la République de Chine eut refusé de le rendre au Japon.

## Liste des destroyers de classe Kagero
- Akigumo
- Amatsukaze
- Arashi
- Hagikaze
- Hamakaze
- Hatsukaze
- Hayashio
- Isokaze
- Kagero
- Kuroshio
- Maikaze
- Natsushio
- Nowaki
- Oyashio
- Shiranui
- Tanikaze
- Tokitsukaze
- Urakaze

## Culture populaire
Il apparait dans le film Godzilla Minus One de 2023.